# Munkabér
A munkabér (a köznyelvben gyakran egyszerűen bér) a munkaviszony keretében foglalkoztatott munkavállaló munkája alapján a munkáltató által a munkavállalónak fizetendő pénzösszeg.

## Közgazdasági értelemben
Közgazdasági értelemben a bér a munkavállaló jövedelme, más szóval a munkaerő ára.

### Nominálbér és reálbér
Szokásos a megkülönböztetés a nominálbér és a reálbér fogalmai között. A nominálbér pénzben kifejezett munkabér, függetlenül annak vásárlóértékétől. A reálbér ezzel szemben a nominálbér inflációval kiigazított szintje, azaz a termékeknek és szolgáltatásoknak az a mennyisége, ami a bérből megvásárolható. 
A közvetlenül nem megfigyelhető reálbér valamely időszaki alakulásának kiszámítása a következő összefüggés szerint történik: 
(1+reálbérváltozás) = (1+nominálbérváltozás)/(1+infláció).
Például ha valakinek a fizetése (nominálbére) egy év alatt 5%-kal emelkedett, az éves infláció pedig 3%-os, akkor az általa megvásárolható javak  értéke
{\displaystyle n=0,05,i=0,03}
{\displaystyle 1+r={\frac {(1+n)}{(1+i)}}={\frac {(1+0,05)}{(1+0,03)}}=1,019417}
kb. 1,9%-kal lett nagyobb. Szokás még az egyszerűbb r = n – i közelítő képlettel is számolni, eszerint kb. 5–3 = 2 %-os éves reálbéremelkedés adódik a fenti példában. 

### Nettó és bruttó bér
A bért terhelő állami elvonások, közterhek alapján beszélhetünk nettó és bruttó bérről. A bruttó bérből általánosságban a társadalombiztosítás adója, az egészségügyi adó, a nyugdíjjárulék, a munkanélküli járulék, valamint a személyi jövedelemadó kerül levonásra.
- A nettó bér a munkáltató által a munkavállalónak kézhez juttatott és elkölthető jövedelem.
- A bruttó bér a nettó bér és az azt terhelő személyi jövedelemadó valamint a munkavállaló által fizetett járulékok együttes összege. A munkáltató elvileg ezt a pénzt fizeti ki a munkavállalónak, a gyakorlatban azonban a munkavállalói közterhek levonása sokszor automatikusan megtörténik, mert a munkáltatókat könnyebb hatóságilag ellenőrizni.
- A teljes bérköltség a bruttó bér és a munkáltató által fizetett járulékok együttes összege. A munkaadónak ennyibe kerül a munkavállaló foglalkoztatása.

| Munkáltató által fizetett járulékok               |            | Bérköltség |
| Munkavállaló által fizetett járulékok             | Bruttó bér | Bérköltség |
| Munkavállaló által fizetett személyi jövedelemadó | Bruttó bér | Bérköltség |
| Nettó bér                                         | Bruttó bér | Bérköltség |

A munkaadók további béren kívüli juttatásokat is adhatnak a dolgozóknak. A bérköltség, a béren kívüli juttatások és a foglalkoztatáshoz kapcsolódó egyéb költségek – például a toborzás költsége, kölcsönzött munkaerő esetén a kölcsönző cég díja – összege a teljes munkaerőköltség.
Illegális foglalkoztatás, ún. feketemunka esetén a közterheket nem fizetik be, azon a munkaadó és a munkavállaló valamilyen arányban megosztozik egymással. Ekkor a  bérköltség és a nettó bér megegyezik egymással.
A fizetések adóéke (ami nem azonos a közgazdasági adóékkel) egy makroökonómiai fogalom: a nemzetgazdaságban az összes bért terhelő összes köztehernek és az összes teljes bérköltségnek a hányadosa százalékban megadva. Ez a munkajövedelmekre rakódó állami elvonás mértékét mutatja. Nagysága 2019-ben Magyarországon 45%.

## A személyi jövedelemadózás fogalma
A munkavégzés történhet munkaviszonyban, megbízási vagy vállalkozási jogviszonyban. Munkaviszonyban munkabért fizet a munkáltató a munkavállalónak, ez esetben a munkavállaló adó levonások utáni összeget kapja kézhez, vállalkozási jogviszonyban a vállalkozót terheli az adók megfizetése.
Munkabéren azt az összeget kell érteni, amiben a munkáltató és a munkavállaló megegyeznek, hogy a munkáltató a munkavállalónak, annak munkája után fizetni fog. Ezt az összeget teljes egészében a munkavállaló sosem kapja kézhez, mert a munkáltató személyi jövedelemadó (SZJA) jogcímen le fog vonni ebből az összegből különböző  tételeket.A levonások mértéke függ az adóalany besorolásától. A megegyezett összeg a jogi szóhasználatban a munkabér, amelyet a köznyelvben bruttó bérnek neveznek, a levonások után kézhez kapott összeg a mindennapi szóhasználatban a nettó bér.

## 1995. évi CXVII. törvény szerint a (bruttó) munkabér

### 1§. Alapbér
A munkavállaló (bruttó) munkabére több egymástól elkülöníthető bérelemből tevődik össze. Alapja az alapbér, amit mindenképpen időbérben kell megadni. Ez lehet órabér, napi-, heti- vagy havibér. Ezt az összeget kell beleírni a munkavállaló és a munkáltató között írásban megkötendő munkaszerződésbe. A szerződésben leírt alapbér semmilyen körülmények között nem lehet kevesebb, mint a kormány által (általában évente) meghatározott kötelező legkisebb munkabér, azaz a minimálbér összege.

### 2§. A bér egyéb elemei
A személyi alapbért egészítik ki a különböző, törvény által előírt pótlékok (éjszakai bérpótlék, délutáni vagy éjszakai műszakpótlék, túlórapótlék, vasárnapra, pihenőnapra, munkaszüneti napra járó pótlékok), valamint az egyéb jogszabályban rögzített bérelemek (ügyeleti és készenléti díjak, betegszabadságra és szabadság időtartamára járó távolléti díj), továbbá a munkaviszony megszűnésekor fizetendő felmondási időre járó bér és a végkielégítés összege.
A törvényi előírásokon túl beleszámít a (bruttó) munkabérbe a munkáltató által a munkavállalóval kötött megállapodás vagy a munkáltató saját döntése alapján a fentieken túl fizetett egyéb pénzbeli juttatások (jutalom, prémium, bónusz, jutalék, kompenzáció, stb). A munkáltató bármilyen jogcímen további összegekkel toldhatja meg a (bruttó) munkabér összegét, így tételes felsorolás itt nem lehetséges.

### 3§. A teljesítménybér
A munkabért teljesítménybérben is meg lehet adni, azaz a munkavállaló munkabére attól függ, hogy bizonyos feladat ellátásában mennyi teljesít (pl. mennyi apró műanyag kütyüt sorjáz le egy óra alatt, vagy mennyi szórólapot oszt ki).
Teljesítménybér alkalmazásától függetlenül a munkaszerződésben időbérnek (órabér, napi, heti vagy havibér) kell szerepelni. A teljesítménybér jellemzője, hogy a munkáltató megállapítja a 100%-os normát, és az ehhez tartozó normadíjat (általában darabdíj). A teljesítménybér akkor jogszerű, ha egyrészt a norma és a normadíj szorzata eléri a minimálbért, és ezzel egyidejűleg a teljesítménybérben foglalkoztatott munkavállalók összteljesítménye eléri átlagosan a 100%-os normát. Ez az egyetlen eset, amikor egy adott munkavállalónak a minimálbér összegénél jogszerűen kevesebbet fizethet ki a munkáltató, de csak akkor, ha a többi munkavállaló bérével összeszámítva átlagosan (összes bér osztva a munkavállalók számával) eléri a minimálbért.

### 4§. Munkabérbe nem számító juttatások
Nem számítanak bele a (bruttó) munkabérbe a természetbeni juttatások, amelyek lehetnek a munkáltató által előállított termékek vagy szolgáltatások, céges eszközök, pl. telefon vagy gépjármű magáncélú használata, a cafeteria elemek, mint az étkezési jegy, üdülési csekk (megszűnt!) stb., a költségtérítések, így a bérlet, útiköltség-térítés, telefonszámla hozzájárulás stb, valamint a táppénz sem.

## 1995. évi CXVII. törvény szerint a (nettó) bér
1§. A nettó bér (nem jogi kategória) az a pénzösszeg, amelyet a munkavállaló a (bruttó) munkabéréből a személyi ado levonása és más esetleges levonások után a kezéhez kap, vagy a számlájára utalnak.
A (bruttó) munkabérből való levonásnak számtalan esete lehetséges, így ezek teljes felsorolására nem vállalkozik a Munka Törvénykönyve. Az olvasható a törvényben, hogy a munkáltató csak azt vonhatja le a (bruttó) munkabérből, amit 1. jogszabály ír elő; 2. végrehajtható bírósági vagy hatósági határozat rendelkezik róla; 3. levonásához a munkavállaló hozzájárult.
Az első csoportba tartoznak elsősorban az adók és járulékok, de ide tartozhat a pénztárhiány levonása, vagy a munkaeszközben okozott kár munkabérből való levonásának egyes esetei is. A második csoportba tartozik a bíróság vagy hatóság által előírt levonások, pl. a tartásdíj, a be nem fizetett adó vagy gyorshajtási bírság, sőt a munkaeszközben okozott kár egyes esetei is, ami az előzőben is szerepelhet, körülményektől függően. A harmadik csoport a legszélesebb. Ide szinte bármi bekerülhet: egy tanfolyam díja, a szállás vagy munkaruha költségének egy része, biztosítási díj, tagdíj, hozzájárulás, stb.
Ez utóbbi esethez fontos hozzátenni, hogy a munkáltatás költségeit (orvosi vizsgálat, munkavégzéshez szükséges tudás elsajátításának költségei, munkaruha, munkaeszköz, stb.) a munkáltató köteles állni, ezek megtérítésére a munkavállaló még hozzájárulásával sem kötelezhető, továbbá a munkavállaló munkabéréről nem mondhat le jogszerűen.

## 1995. évi CXVII. törvény szerint a bérfizetés szabályai
A munkavállalónak a nettó bérét legkésőbb a munkát követő hónap 10. napjáig kell megkapnia. Ebben az időpontban az összegnek a munkavállaló számára hozzáférhetőnek kell lennie akkor is, ha utalással történik a kifizetés.
A kifizetésről olyan elszámolást kell kapnia a munkavállalónak, amelyből ellenőrizni tudja egyrészt a bruttó bér kiszámításának a helyességét, azaz hogy miért annyi a bruttó amennyi, másrészt a nettó bér helyességét, tehát azt, hogy milyen jogcímen mekkora összegeket vontak le a bruttó fizetéséből.